# Ingrid Gulbrandsen
Ingrid Halvarda Gulbrandsen, född 11 september 1899 i Kristiania, död 3 november 1975 i Oslo, var en norsk konståkare. Hon kom sexa vid olympiska spelen 1920 i Antwerpen i singel damer.